# アンゴラ海軍艦艇一覧
アンゴラ海軍艦艇一覧は、アンゴラ共和国海軍が過去保有した、または現在保有する、または将来保有する予定の、未完成・計画中止を含めた歴代艦艇一覧である。
凡例

## 現有勢力（2024年現在）
- 国防予算：17億6,000万ドル[1]
- 海軍人員：890名[1]
- 艦船隻数：27隻（排水量20t以上）[1]

哨戒艦×2
哨戒艇×24
漁業調査艇×1
- 航空機数：6機[1]

陸上ヘリコプター×6

## 艦艇一覧（近代海軍）

### 水上戦闘艦

#### コルベット
- BR71 MkII型 - 3隻建造中[2]

### 機雷戦艦艇

#### 掃海艦艇
沿岸掃海艇
- ソ『Yevgenya』型 - 2隻

### 両用戦艦艇

#### 揚陸艦艇
中型揚陸艦 （LSM ）
- 各型 - 2隻

（47 Diciembre）、（48 Noviembre）
- ソ『ポルノクヌイ-B』型 - 3隻

- 旧・葡『Alfange』級 - 1隻

LDG-101 ※ 旧・『（Alfange）』
戦車揚陸艇 （LCT ）
- ソ『T-4』型 - 5隻

- 旧・葡『LDM-400』型 - 9隻
- 仏『LCT 200-70』型 - 2隻[3]

### 哨戒艦艇

#### 哨戒・警備艦艇
哨戒艇
- 旧・葡『Argos』級 - 5隻[4]

P-361 ※ 旧・『（Lira）』
P-362 ※ 旧・『（Orion）』
P-375 ※ 旧・『（Escorpiao）』
P-379 ※ 旧・『（Pegaso）』
P-1130 ※ 旧・『（Centauro）』
※ 未就役艦：
旧・『（Argos）』、旧・『（Dragao）』
- 中『上海-II』型 - 2隻

- ソ『ジューク』型 - 2隻

- ソ『Poluchat-I』型 - 2隻

- 旧・葡『Jupiter』級 - 2隻

P-1133 ※ 旧・『（Venus）』
P-1134 ※ 旧・『（Marte）』
- 旧・葡『Bellatrix』級 - 5隻

P-366 ※ 旧・『（Espiga）』
P-367 ※ 旧・『（Fomalhaut）』
P-368 ※ 旧・『（Pollux）』
P-377 ※ 旧・『（Altair）』
P-378 ※ 旧・『（Rigel）』
- Mandume級 - 4隻

（P-100 Mandume）、（P-102 Polar）、（P-104 Atlantico）、（P-106 Golfinho）
- Patrulheiro級 - 3隻

（Patrulheiro）、（Temerario）、（Preservador）

#### 高速戦闘艇
魚雷艇
- ソ『シェルシェン』型 - 5隻

ミサイル艇
- ソ『オーサ-II』型 - 6隻

### 補助艦艇

#### その他
測量艦
- 旧・葡『フラワー』級コルベット - 1隻

※ 旧・『（Carvalho Araujo）』
浮ドック
- 各型 - 1隻

その他
- 各型 - 6隻